# Råga Hörstad
Råga Hörstad är en småort i Asmundtorps socken i Landskrona kommun, Skåne län.